# Ger (Manche)
Ger település Franciaországban, Manche megyében. Lakosainak száma 818 fő (2022. január 1.). Ger Le Fresne-Poret, Barenton, Saint-Clément-Rancoudray, Saint-Georges-de-Rouelley, Lonlay-l’Abbaye, Sourdeval és Tinchebray-Bocage községekkel határos.

## Népesség
A település népességének változása:
| Lakosok száma | 1245 | 1075 | 1041 | 863  | 832  | 821  | 806  | 807  | 806  | 818  |
|               | 1968 | 1982 | 1990 | 2006 | 2013 | 2015 | 2017 | 2019 | 2020 | 2022 |